# بازار سلافيك (تومسك)
بازار سلافيك (الروسية: Славянский базар) هو أقدم مطعم في مدينة تومسك. يقع في ساحة لينين عند ملتقى نهري أوشيكا (Ushayka) وتوم. تم بناء المبنى على شكل استراحة تسمى «بازار سلافيك».
هو نصب تذكاري ذو أهمية إقليمية.

## تاريخ
يعتبر واحدا من أقدم المباني في الساحة الرئيسية في المدينة. تم بناؤه بقرار من مجلس مدينة تومسك ما بين سنتي 1886 و1888 من قبل المهندس المعماري فيكتور خاباروف. تم افتتاح المطعم في 23 يوليو 1889.
في الفترة 1999-2002، تمت أعمال إعادة بناء جديدة شملت جُلّ جوانب المبنى.